# Aziz El Kinani
Aziz El Kinani est un footballeur international marocain né le 28 août 1978 à El Kelaâ des Sraghna au Maroc.
Il évolue au poste de gardien de but au Maghreb de Fès.

## Biographie

### Club
Aziz commence sa carrière footballistique en 2008 au sein du Ittihad de Tanger, il garde les buts du club tangerois jusqu'en novembre 2008 pour se diriger vers le Club omnisports de Meknès et signe pour une année avec possibilité de prolongé pour 2 saisons.Il finit la saison avec le CODM de Meknès champion de la Botola 2 et remonte donc le club de la deuxième division vers la première. En juin 2011, il signe son premier contrat professionnel (à savoir que le Championnat du Maroc est professionnel depuis 2011). En fin de saison 2011-2012 il remporte le Championnat du Maroc de football avec le Moghreb de Tetouan et la distinction du meilleur gardien de but du Championnat du Maroc de football.

### International
Aziz est sélectionné la première fois en équipe du Maroc de football en mai 2012 pour disputer la Coupe arabe des nations de football, la compétition a été remportée par les Lions de l'Atlas du Maroc en finale contre la Libye, 3-1 aux tirs au but (dont il en arrête 2) après un score de 1-1.
| Caps | Date       | Match              | Lieu       | Score           | Compétition    |
| ---- | ---------- | ------------------ | ---------- | --------------- | -------------- |
| 1    | 23/06/2012 | Bahreïn - Maroc    | Djeddah    | 0 - 4           | Coupe arabe    |
| 2    | 26/06/2012 | Libye - Maroc      | Djeddah    | 0 - 0           | Coupe arabe    |
| 3    | 29/06/2012 | Yemen - Maroc      | Djeddah    | 0 - 4           | Coupe arabe    |
| 4    | 03/07/2012 | Irak - Maroc       | Djeddah    | 1 - 2           | Coupe arabe    |
| 5    | 06/07/2012 | Libye - Maroc      | Djeddah    | 1 - 1 (1 - 3 p) | Coupe arabe    |
| 7    | 09/09/2012 | Mozambique - Maroc | Maputo     | 2 - 0           | Elim. CAN 2013 |
| 8    | 14/11/2012 | Maroc - Togo       | Casablanca | 0 - 1           | Amical         |

## Divers
Aziz a réussi à garder ses buts inviolés depuis le 18 décembre 2011 jusqu'au 4 avril 2012 soit 12 matches, ou encore une invincibilité de 1104 minutes donc il s'est classé 29 dans le classement de la IFFHS des gardiens qui gardent leurs cages inviolés.

## Palmarès

### En club
COD Meknès
- Botola 2
  - Champion en 2011

 MA Tétouan
- Botola
  - Champion en 2012

### En sélection
Maroc
- Coupe arabe
  - Vainqueur en 2012

### Individuel
- Meilleur gardien du Championnat du Maroc de football
- Meilleur gardien de la Coupe arabe des nations de football